# 博尼圖 (帕拉州)
博尼圖（葡萄牙語：Bonito），是巴西的城鎮，位於該國北部，由帕拉州負責管轄，始建於1961年12月29日，面積587.5平方公里，海拔高度49米，2010年人口13,630，人口密度每平方公里23.2人。